# 圣菲联合
联合竞技俱乐部（西班牙語：Club Atlético Unión），一般稱圣菲联合，为阿根廷圣菲省圣菲市的一个体育俱乐部。该俱乐部最著名的是其足球部。其他运动项目有篮球、排球、曲棍球等。